# Chilecomadia
Chilecomadia is een geslacht van vlinders uit de familie van de Houtboorders (Cossidae), uit de onderfamilie van de Chilecomadiinae. De wetenschappelijke naam en de beschrijving van dit geslacht zijn voor het eerst gepubliceerd in 1937 door Harrison Gray Dyar Jr..
De soorten van dit geslacht komen voor in Zuid-Amerika.

## Soorten
- Chilecomadia moorei (Silva Figueroa, 1915)
- Chilecomadia valdiviana (Philippi, 1860)